# Crnogorska garda
Crnogorska garda ili prvotno Gvardija, bila je, skupa s Perjanicima, specijalna vojno-policijska postrojba sa zadaćom da čuva unutarnji mir, red i narodnu sigurnost.
Prvu gardijsku je postrojbu organizirao Šćepan Mali a potom i Petar I. Petrović Njegoš no one nisu bile dugoga vijeka.
Za odista pravi datum osnivanja Crnogorske garde u povijesnici se uzima 2. listopad 1831. godine, za vlade mitropolita Petra II. Petrović Njegoša kada je na općem crnogorskom zboru na Cetinju donesena, pored ostalih, i odluka da se oformi Gvardija od 164 probrana pripadnika koji bi motrili na prilike, kako na području slobodne Crne Gore, tako i na području još neoslobođenih Crnogorskih Brda.
Pripadnici Crnogorske garde su za svoju zadaću dobivali plaće a imali su, ne samo vojno-policijske ovlasti, već izvjesne sudske kompetencije npr obavljati umir krvi među Crnogorcima, rješavati raznorazne sporove, te izricati presude za manje prestupe.
Hijerarhijski je Crnogorska garda bila podređena Crnogorskom Senatu koji je imao ovlasti rješavati krupne i najkrupnije prestupe, kao efektivno najviša sudska instanca.
Imali su pripadnici Crnogorske garde značajnu ulogu u nametanju centralne vlasti i državne svijesti među samovoljnim crnogorskim brđanima. Iz nje je koncem 19. stoljeća izrasla Crnogorska policija.
Suvremena Uprava policije Crne Gore 2. listopada 1831. godine, datum osnivanja Crnogorske garde, proslavlja kao Dan policije.

## Vanjske poveznice
- Historijat crnogorske policije  Arhivirana inačica izvorne stranice od 3. listopada 2006. (Wayback Machine)